# أليدا أفيري
أليدا أفيري (بالإنجليزية: Alida Avery)‏‏(1908-1833) هي طبيبة وعضوة بهيئة التدريس في كلية فاسار، اعتُقِد أنها أول امرأة مرخصة لممارسة الطب في كولورادو. كانت أيضًا المشرفة على حفظ الصحة في كولورادو. وقد كانت أفيري من أوائل النساء اللواتي تم قبولهن في جمعية دنفر الطبية.
تم إضافتها إلى قاعة مشاهير النساء في كولورادو في عام 2020.

## النشأة
ولدت أليدا كورنيليا أفيري في 11 يونيو 1833 في شيربورن بنيويورك، والداها هما هانا (ديكسون) أفيري ودايسون ويليام أفيري. كان لديها شقيقتان وخمسة أشقاء. في سن ال 16 بدأت التدريس.
بدأت النساء في دخول مهنة الطب في النصف الثاني من القرن التاسع عشر. التحق بعضهم بكليات الطب التي أسستها النساء من أجلهن. درست أفيري الطب لمدة عام واحد في عام 1958 في كلية الطب النسائية في بنسلفانيا وتخرجت من كلية نيو إنجلاند الطبية للإناث في بوسطنفي 1862.

## الحياة المهنية

### بروكلين
بعد تخرجها كان من الصعب عليها إنشاء عيادة خاصة، وأحيانًا كانت تستغرق بعض النساء خمس سنوات حتى تمارس الطب بدعم ذاتيّ. استقرت أفيري في بروكلين حيث عانت من «وقت محبط» لتتمكن من الحصول على مكتب طبي. بمجرد العثور على واحد اعترفت، «يجب أن أملك القليل من الرهبة للشُهرة (لكوني طبيبة أنثي). أنا لست قوية كفاية للقيام بأشياء يسخر منها الناس ويقولون عنها كلمات بغيضة، ولكن ليس عليّ التفكير بذلك إذا كان لدي عمل». بعد شهرين اكتشفت أن مرضاها كانوا في الأساس أصدقائها الذين قابلتهم قبل انتقالها إلى بروكلين.

### كلية فاسار
في عام 1865 تم تعيينها من قبل كلية فاسار كطبيبة مقيمة وأستاذة في علم وظائف الأعضاء والنظافة الشخصية من عام 1866 حتى عام 1874، كانت سكرتيرة الكلية. كما قامت بتنظيم جمعية الأزهار في المدرسة.
تم إنشاء مستوصفها في مجموعة من الغرف في المبنى الرئيسي، حيث كانت مسؤولة عن صحة مرضاها والكلية بأكملها. تؤمن أفيري بالعلاج المائي وتؤمن بالظروف الصحية للطعام والماء والحليب، كانت مسؤولة عن القرارات المتعلقة بالسيطرة على الحجر الصحي، وما إذا كان يجب الاحتفاظ بالموظفين أو فصلهم لأسباب صحية، وما إذا كان سيتم القيام بصلوات الكنيسة في الطقس السيء، ومتى يتم تشغيل التدفئة في المباني.
طُلب من جميع الطلاب الجدد أخذ مقررها في النظافة الشخصية. وشددت على أهمية اتباع نظام غذائي صحي ومتوازن لكي تنجح فكريًا. ونتيجة لذلك أصبح العديد من الشابات اللائي يعانين من ضعف الهضم أو الصحة غير المؤكدة يتمتعن بصحة جيدة.كان علم وظائف الأعضاء موضوعًا مطلوبًا في سنوات الصغار والكبار في العقدين الأولين من تاريخ فاسار.علمت أفيري وعالمة الفلك ماريا ميتشل -المرأة الأخرى الوحيدة في الكلية في ذلك الوقت- أن رواتبهم كانت أقل من رواتب العديد من الأساتذة الذكور الأصغر سنًا. أصروا على زيادة الراتب وحصلوا عليها.

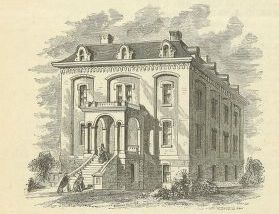
كلية الطب للنساء بانجلترا عام 1860

كان يُنظر إليها على أنها قوة إرشادية في سنوات فاسار الأولى، قالت فرانسيس أ. وود أمينة المكتبة: "جاءت في عام 1865 بصفتها طبيبة مقيمة، وكانت عضوة قوية في الكلية، وعالية الثقة من (الرئيس) ريموند و (السيدة الرئيسية) الآنسة ليمان وتشارك معهم مسؤولية تلك الفترة التكوينية الهامة. كانت العلاقات الودية والسرية بين هذه "القوى" الثلاثة -بالكاد تظهر دون الأخرى- لدرجة أن بعض الطلاب غير الموقَّرين أطلقوا عليها اسم "الثالوث".

### دنفر
انتقلت أفيري إلى دنفر عام 1874. بدأت ممارسة الطب، وكانت أول امرأة مسموح لها ممارسة الطب بكولورادو. كانت أيضًا المشرفة على النظافة الشخصية في كولورادو. بحلول عام 1877 كانت تجني 10000 دولار (ما يعادل 240,094 دولارًا في عام 2019) سنويًا. في عام 1881 تم قبولها في جمعية دنفر الطبية، وكذلك إيديث روت وماري باركر بيتس. كُنّ أول النساء اللاتي تم قبولهن في المنظمة، تقاعدت في عام 1887. بعد انتقالها إلى كاليفورنيا أسست مكتبًا طبيًا في سان فرانسيسكو ومارست الطب هناك لعدة سنوات.

## الحياة الشخصية

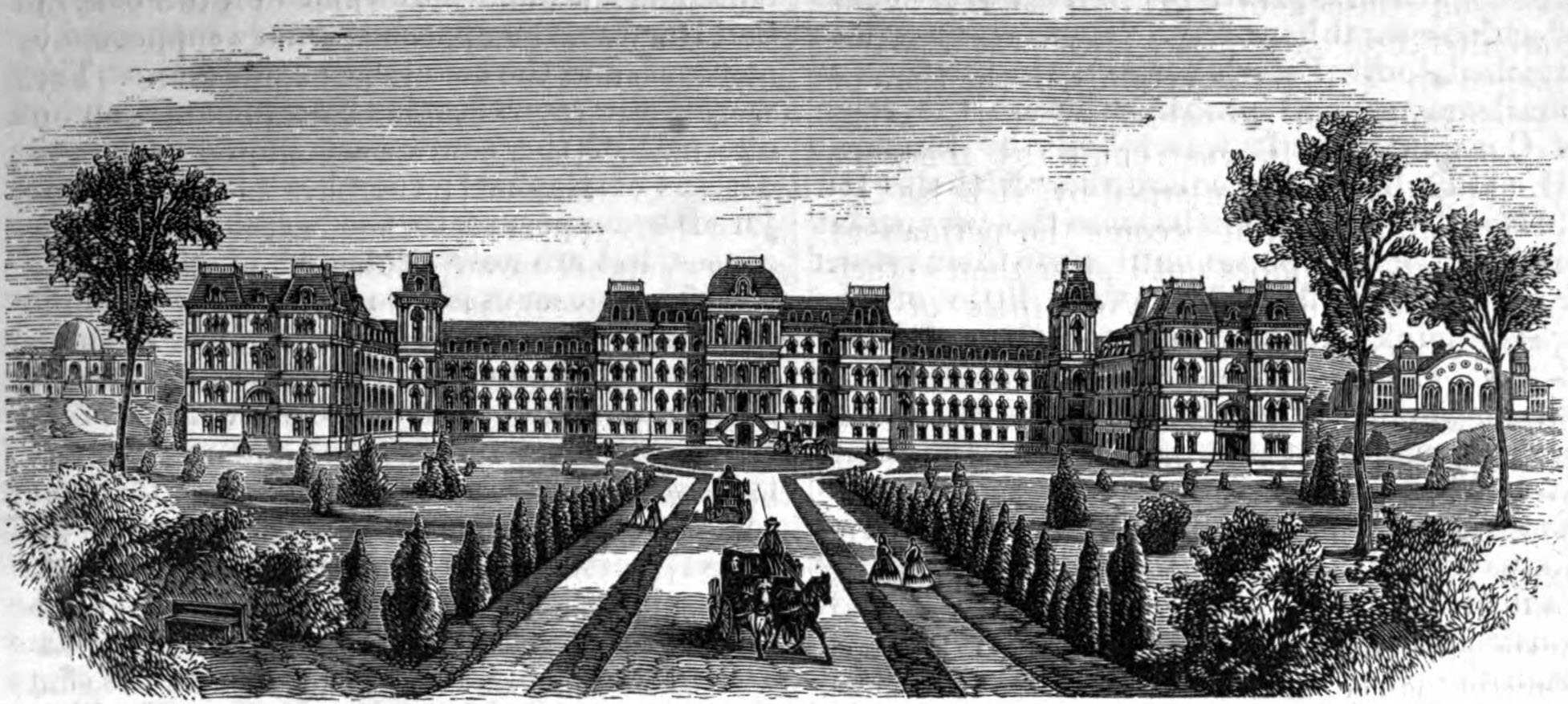
طباعة خشبية لحرم كلية فاسار، عام 1879

أثناء وجودها في فاسار كان لديها شقة «جميلة» من أربع غرف في جناح الأساتذة وكانت معروفة بالحديقة التي أسستها. كانت صديقة جيدة لزملائها من أعضاء هيئة التدريس ماريا ميتشل وهانا ليمان.

في عام 1876 انتُخِبت نائبة لرئيس جمعية حق المرأة في التصويت. ووضعت إستراتيجية الإصلاح في عام 1877 لمنظمات حق الاقتراع في كولورادو للفوز بحق التصويت. واقترحت الحجج التي مفادها أن النساء يحق لهن التصويت بسبب مسؤولياتهن المهمة داخل المنزل وأن حصول النساء على حق التصويت من شأنه أن «يساهم في انتصار الحكم بالعقل على الحكم بالعنف». في عام 1885 تحدثت عن نداء لغرض أمام جمعية النهوض بالمرأة التي كانت عضوة بها. وقعت أفيري عريضة مع إليزابيث ستيوارت فلبس وارد ونساء أخريات من المجلس القومي للمرأة، شرحت الآثار السلبية للأزياء النسائية ولا سيما الكورسيه.
كانت عضوًا نشطًا في الكنيسة الموحّدة والحركة النسائية واتحاد الاعتدال المسيحي للمرأة. تعمقت مشاركتها في هذه المنظمات بعد تقاعدها. انتقلت إلى سان خوسيه بكاليفورنيا عام 1887. عاشت في سان فرانسيسكو خلال زلزال عام 1906، عندما فقدت كل ممتلكاتها. عادت إلى سان خوسيه حيث توفيت في 22 سبتمبر 1908.

## الميراث
في عام 1931 سُمِّيت إحدى القاعات في كلية فاسار بقاعة أفيري تكريمًا لدورها في الكلية كأول طبيبة مقيمة وأستاذة في علم الصحة وعلم وظائف الأعضاء. كما لعبت دورًا أساسيًا في إنشاء برنامج أكاديمي للدراما في المدرسة.

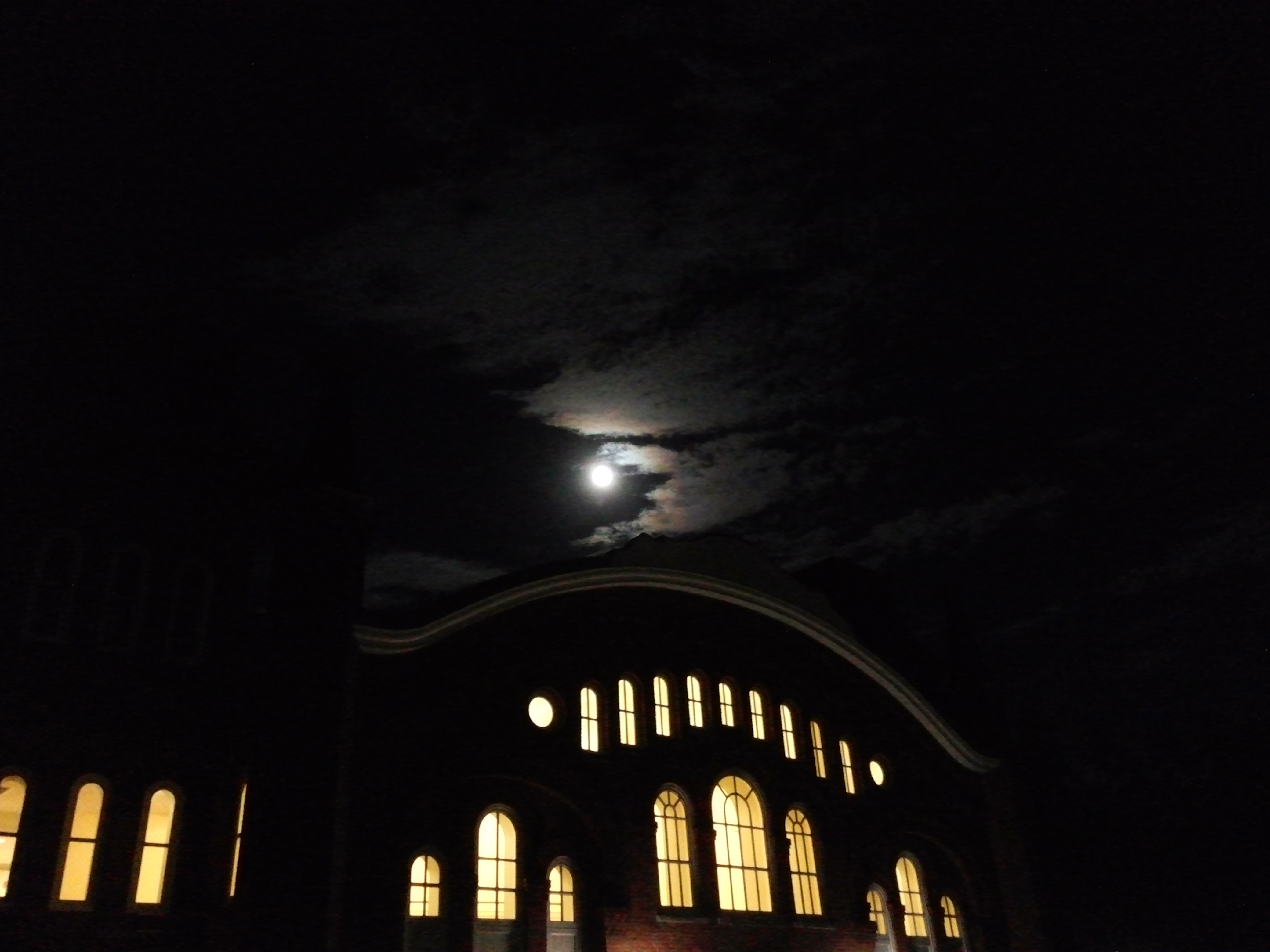
واجهة قاعة أفيري لمركز فوجلستين للدراما والأفلام في كلية فاسار في بلدة بَكِّبْسِي في نيويورك. الصورة مُلتَقطة ليلًا تحت اكتمال القمر.